# Айвазян, Гарик Грантович
Гарик Грантович Айвазян (род. 14 октября 1976, Баку) — российский дзюдоист, чемпион и призёр чемпионатов России, чемпион и призёр чемпионатов мира среди военнослужащих, мастер спорта России международного класса. Выпускник Красноярского государственного педагогического университета. Член сборной команды страны в 1995—2004 годах. Живёт в Красноярске. Тренер-преподаватель СДЮСШОР по дзюдо (Красноярск).

## Спортивные результаты
- Чемпионат России по дзюдо 1994 года — ;
- Чемпионат России по дзюдо 1995 года — ;
- Чемпионат России по дзюдо 1999 года — ;
- Чемпионат России по дзюдо 2001 года — ;
- Чемпионат России по дзюдо 2003 года — ;
- Чемпионат России по дзюдо 2004 года — ;